# Mount Gobey
Mount Gobey är ett berg i Antarktis. Det ligger i Östantarktis. Nya Zeeland gör anspråk på området. Toppen på Mount Gobey är 3 125 meter över havet.
Terrängen runt Mount Gobey är platt åt sydost, men åt nordväst är den kuperad. Trakten är obefolkad. Det finns inga samhällen i närheten.